# Marc Silva i Periz
Marc Silva i Periz (Mataró, 23 de juliol de 1983) és un exjugador de bàsquet català, que ocupava la posició d'aler pivot.
Va començar al bàsquet a l'escola Maristes Valldemia de Mataró, on va ser fitxat per jugar a les categories inferiors del FC Barcelona de bàsquet. Va competir en categories professionals amb el CB Valls (2004-06), UB Sabadell (2005-06) i el WTC Cornellà (2006-10). En el seu darrer curs amb els blaus, va ser reconegut com el millor jugador de la plantilla. Va tornar al CB Valls la temporada 2010/2011, la seva darrera etapa com a jugador professional.
Tot seguit, va iniciar-se en els despatxos, esdevenint director esportiu del nou club Bàsquet Base Tarragona entre 2011 i 2014.

## Trajectòria[1]
- 1989-1995 CE Valldemia
- 1995-2000 FC Barcelona cat.inf.
- 2000-2003 FC Barcelona B
- 2003-2005 CB Valls LEB1 i LEB2
- 2005-2006 UB Sabadell LEB Plata
- 2006-2010 CB Cornellà LEB PLata i LEB Or
- 2010-2011 CB Valls
- 2011-2013 Director Tècnic Club Bàsquet Base Tarragona